# Лясоткі (Великопольське воєводство)
Лясоткі (пол. Lasotki, нім. Lestwitzhof) — село в Польщі, у гміні Ридзина Лещинського повіту Великопольського воєводства.
Населення — 132 особи (2011).
У 1975-1998 роках село належало до Лешненського воєводства.

## Демографія
Демографічна структура станом на 31 березня 2011 року:
|          | Загалом | Допрацездатний вік | Працездатний вік | Постпрацездатний вік |
| -------- | ------- | ------------------ | ---------------- | -------------------- |
| Чоловіки | 67      | 18                 | 45               | 4                    |
| Жінки    | 65      | 17                 | 41               | 7                    |
| Разом    | 132     | 35                 | 86               | 11                   |